# Anna Möller
Anna Karolina Möller, gift Olin, född 27 januari 1870 i Höör i Skåne, död 20 januari 1959 i Stockholm, var en svensk möbelsnickare och bildhuggare. Hon var Sveriges första kvinnliga gesäll.
Möller var dotter till snickaren och bildhuggaren A. H. Möller i Höör, i vars möbelverkstad hon gjorde en fyraårig praktik innan hon som den första av sitt kön fick sitt gesällbrev av Lunds fabriks- och hantverksförening.

## Fotnoter
1. ↑  Sveriges Dödbok 1901–2009, DVD-ROM, Version 5.00, Sveriges Släktforskarförbund (2010).